# Mauro Tassotti
Mauro Tassotti (Rome, 19 januari 1960) is een voormalig Italiaans profvoetballer die bijna zijn gehele carrière bij AC Milan speelde. Hij stond er 17 seizoenen onder contract en speelde vaak op de positie van rechtsback, maar kon ook in het centrum van de verdediging uit de voeten. Hij stond bekend als een gerenommeerde en spijkerharde verdediger. Net zoals zijn beruchte generatiegenoten Claudio Gentile en Giuseppe Bergomi liep hij in zijn carrière tegen vele gele en rode kaarten op. Sinds 2016 is hij assistent-bondscoach bij Oekraïne.

## Clubcarrière
Tassotti begon zijn carrière als verdediger bij Lazio Roma in zijn geboortestad. Na twee seizoenen maakte hij in 1980 de overstap naar AC Milan dat toen nog speelde in de Serie B. Hij maakte de opmars mee naar de Serie A en begon deel uit te maken van het legendarische dreamteam dat eind jaren 80 en begin jaren 90 de ene prijs na de andere won. Op het hoogtepunt, vormde hij een belangrijk onderdeel van de bijna niet te kloppen defensie van de Milanezen waarin hij zij aan zij stond met andere clubiconen als Franco Baresi, Paolo Maldini en Alessandro Costacurta. Allen speelden ze (nagenoeg) hun gehele carrière bij AC Milan. Op 37-jarige leeftijd beëindigde hij in 1997 zijn actieve loopbaan.

## Interlandloopbaan
Tassotti maakte pas op 32-jarige leeftijd zijn debuut voor het Italiaanse elftal onder bondscoach Arrigo Sacchi. De rechtsback werd nooit opgeroepen door de voorganger van Sacchi, Azeglio Vicini, ondanks zijn goede prestaties bij AC Milan. Dit had mede te maken met het feit dat Italië op dat moment veel verdedigers van wereldklasse kende. In 1994 kwam Tassotti voor het eerst in actie op een groot toernooi toen hij werd opgenomen in de selectie voor het WK voetbal in de Verenigde Staten. In de kwartfinale tegen Spanje deelde de verdediger een elleboogstoot uit tegen Luis Enrique die daardoor bebloed en met een gebroken neus het veld moest verlaten. De scheidsrechter en zijn drie assistenten hadden niets gezien waardoor Tassotti onbestraft de wedstrijd uitspeelde. Italië won met 2-1 en ging door naar de halve finale. Op basis van tv-beelden werd Tassotti later alsnog door de FIFA geschorst voor acht wedstrijden. Dit betekende het einde van zijn interlandloopbaan. Daarnaast behoorde hij tot het olympische elftal dat in 1988 deelnam aan het voetbaltoernooi op de Zomerspelen in Seoel. Daar verloor de ploeg van bondscoach Francesco Rocca van West-Duitsland in de strijd om de bronzen medaille.

## Trainerscarrière
Nadat Tassotti stopte met voetballen trad hij in dienst als jeugdtrainer bij AC Milan. Deze functie vervulde hij succesvol tot en met 2001, waarna hij korte tijd het eerste elftal van AC Milan onder zijn leiding kreeg samen met Cesare Maldini. Zij werden de tijdelijke opvolgers van Alberto Zaccheroni die in maart van dat jaar was ontslagen. Omdat Tassotti niet over de benodigde papieren beschikte maakte hij samen met Maldini het seizoen af waarna Fatih Terim het takenpakket overnam. Tassotti ging daarna door als assistent-trainer onder de Turkse coach en zijn latere opvolgers Carlo Ancelotti, Leonardo en Massimiliano Allegri.
Op 13 januari 2014 viel hij in als hoofdcoach na het ontslag van Allegri. Tassotti leidde Milan twee dagen later naar een 3-1-bekerzege tegen Spezia Calcio 1906. Daarna werd hij nog assistent van oude bekenden Clarence Seedorf (januari-juni 2014) en Filippo Inzaghi (2014/15). In juli 2015 stopte hij na veertien jaar als assistent en ging hij aan de slag als scout voor Milan.
In juli 2016 trok Tassotti na 36 jaar de deur van San Siro achter zich dicht om bij Oekraïne de assistent te worden van bondscoach Andrij Sjevtsjenko, met wie hij acht jaar samengewerkt had bij Milan. Ook Andrea Maldera, die bij Milan jarenlang aan de slag was als onder andere techniektrainer en videoanalist, verhuisde mee. Samen plaatsten ze zich voor het EK 2020.

## Erelijst
AC Milan
- Europacup I/UEFA Champions League: 1988/89, 1989/90, 1993/94
- Europese Supercup: 1988/89, 1989/90, 1993/94
- Wereldbeker voor clubteams: 1989, 1990
- Serie A: 19/8788, 1991/92, 1992/93, 1993/94, 1995/96
- Serie B: 1980/81, 1982/83
- Supercoppa Italiana: 1989, 1992, 1993, 1994

1 Pagliuca ·
2 Apolloni ·
3 Benarrivo ·
4 Costacurta ·
5 Maldini ·
6 Baresi  ·
7 Minotti ·
8 Mussi ·
9 Tassotti ·
10 R. Baggio ·
11 Albertini ·
12 Marchegiani ·
13 D. Baggio ·
14 Berti ·
15 Conte ·
16 Donadoni ·
17 Evani ·
18 Casiraghi ·
19 Massaro ·
20 Signori ·
21 Zola ·
22 Bucci ·
Coach: Sacchi
1 Boesjtsjan ·
2 Sobol ·
3 Soedakov ·
4 Kryvtsov ·
5 Sydortsjoek ·
6 Stepanenko ·
7 Jarmolenko ·
8 Malynovskyj ·
9 Jaremtsjoek ·
10 Sjaparenko ·
11 Marlos ·
12 Pjatov  ·
13 Zabarnyj ·
14 Makarenko ·
15 Tsyhankov ·
16 Mykolenko ·
17 Zintsjenko ·
18 Bezoes ·
19 Besjedin ·
20 Zoebkov ·
21 Karavajev ·
22 Matvijenko ·
23 Troebin ·
24 Tymtsjyk ·
25 Popov ·
26 Dovbyk ·
Coach: Sjevtsjenko